# Discothèque
Discothèque is een nummer van de Ierse band U2.
Het nummer verscheen samen met het nummer Holy Joe in februari 1997 als single.

## Achtergrondinformatie
"Discothèque" bevat invloeden uit de elektronische dancemuziek, iets wat U2 vaker deed in de jaren '90. Van de single verschenen acht verschillende versies.
Het nummer is de eerste single afkomstig van het album Pop. Discothèque werd voor het eerst gespeeld tijdens het openingsconcert van de PopMart tour op 25 april 1997 in Las Vegas. Op 26 oktober 1996 belandde een stukje van 30 seconden van het nummer al op internet doordat een Hongaarse fan het online had gezet.
Een nieuwe mix van het nummer is te vinden op het album The Best of 1990-2000.
De plaat werd in veel landen een hit en bereikte de nummer 1-positie in onder andere Ierland, het thuisland van U2. In het Nederlandse taalgebied was het succes iets bescheidener; met een 9e positie in de Nederlandse Top 40, en een 14e positie in de Vlaamse Ultratop 50.

## Covers
Het nummer is door de volgende artiesten gecoverd:
- Dream Theater
- Intra-Venus
- Studio 99
- The Celebrity All-Star Jam

Bono · The Edge · Adam Clayton · Larry Mullen jr.